# Camille Plagnet
Camille Plagnet (né en 1978 à Paris) est un réalisateur français de films documentaires.

## Biographie
Après des études de théâtre à l'INSAS à Bruxelles, il suit le master documentaire de Lussas en Ardèche. Depuis il réalise courts et moyens métrages entre fiction et documentaire. En collaboration avec Jeanne Delafosse, il a notamment réalisé deux documentaires au Burkina Faso : La Tumultueuse Vie d'un déflaté en 2009 et Eugène Gabana le pétrolier en 2014 (coréalisé avec Jeanne Delafosse), tous deux montrés dans de nombreux festivals internationaux. Il est également producteur au sein de l’atelier documentaire. En 2015, aux côtés d'Olivier Coulon-Jablonka et de Barbara Métais-Chastanier, il a participé à la création de la pièce 81, avenue Victor-Hugo avec un collectif de sans-papiers d'Aubervilliers. Créée au théâtre de La Commune en mai 2015, la pièce aura été présentée dans la foulée au festival d'Avignon en juillet 2015 puis dans le cadre du Festival d'Automne à la rentrée 2016. Chroniques des invisibles, récit écrit par Barbara Métais-Chastanier et paru en mai 2017, retrace l'histoire de cette création et de la lutte pour la régularisation qui l'a accompagnée.

## Filmographie

### Court métrage
- 2012 : Les Difficultés de la plaine[3]

### Longs métrages
- 2009 : La Tumultueuse Vie d'un déflaté de Jeanne Delafosse et Camille Plagnet[4]
- 2011 : Changement de situation de Jeanne Delafosse et Camille Plagnet[5]
- 2014 : Eugène Gabana le pétrolier de Jeanne Delafosse et Camille Plagnet (compétition française Cinéma du réel, 2014[6]) ; prix du Python à tête noire au Festival international du film de Ouidah (2015)

## Théâtre
- 2015 : 81, avenue Victor-Hugo, avec Olivier Coulon-Jablonka et Barbara Métais-Chastanier (Festival d'Avignon 2015[7] ; Festival d'Automne, 2016[8])